# Marie Canyon
Marie Canyon è un canyon sul fiume Cowichan, appena sotto Skutz Falls, nella parte meridionale dell'Isola di Vancouver, Columbia Britannica, Canada.
Il canyon è intitolato a Marie Adelaide, Viscontessa Willingdon (moglie dell'allora Governatore generale del Canada), per commemorare il suo viaggio in canoa da Cowichan Lake discendendo il fiume Cowichan fino a Duncan il 7 aprile 1930.